# الدوري الليتواني لكرة السلة للسيدات
الدوري الليتواني لكرة السلة للسيدات (بالليتوانية: Lietuvos moterų krepšinio lyga)‏ هو دوري كرة سلة للسيدات في ليتوانيا تأسس في سنة 2002 تلعب فيه 8 فرق. يعتبر فريق كوناس الأكثر فوزا به.